# Jacintha
Jacintha ist ein weiblicher Vorname.

## Herkunft und Bedeutung
Der Name ist die (im Niederländischen selten verwendete) lateinische Form von Jacinthe. Dieser Name wiederum leitet sich ab von der gleichnamigen Blume (oder dem gleichnamigen Edelstein), ursprünglich wohl vom griechischen hyakinthos.
Varianten sind Hyacinth, Jacinth (GB), Giacinta (I), Jacinta (P, ESP) und Jasinta (D,NL). 

## Bekannte Namensträgerinnen
- Jacintha Saldanha (1966–2012), Krankenschwester
- Jacintha Weimar (* 1998), niederländische Fußballspielerin